# Bahnstrecke Hannover–Altenbeken
| Bahnhof Hameln | |                                                   |                                                   |
| Streckennummer (DB): | 1760 |                                                   |                                                   |
| Kursbuchstrecke (DB): | 360.5 (ehem. 212, 360) 361.2 (Hannover–Weetzen) |                                                   |                                                   |
| Kursbuchstrecke: | 191 (1934) 191a (Hannover Hbf – Weetzen 1934) 180 (Hannover Hbf – Hannover Bismarckstraße 1934) 192b (Münder (Deister) – Hameln 1934) 192f (Himmighausen – Altenbeken 1934) 212 (1946) 212d (Hannover Hbf – Weetzen 1946) 202 (Hannover Hbf – Hannover Bismarckstraße 1946) 212a (Bad Münder (Deister) – Hameln 1946) 213f (Himmighausen – Altenbeken 1946) |                                                   |                                                   |
| Streckenlänge: | 110,9 km |                                                   |                                                   |
| Spurweite: | 1435 mm (Normalspur) |                                                   |                                                   |
| Stromsystem: | 15 kV 16,7 Hz ~ |                                                   |                                                   |
| Streckengeschwindigkeit: | Hannover–Lügde: 120 km/h Lügde–Altenbeken: 100 km/h |                                                   |                                                   |
| Zugbeeinflussung: | PZB |                                                   |                                                   |
| Zweigleisigkeit: | (durchgehend) |                                                   |                                                   |
| | |                                                   |                                                   |
| \| \| \| Strecke von Hamburg/Buchholz \| \| \| \| \| Strecke von Minden/Strecke von Bremen \| \| \| \| \| S-Bahn Hannover \| \| \| \| 0,000 \| Hannover Hbf ⊙ \| Hannover Hbf ⊙ \| \| \| \| Strecke nach Lehrte \| \| \| \| \| ehem. von Hannover Pferdeturm (Bbf) \| \| \| \| 0,0 \| Hannover Lokalbf \| Hannover Lokalbf \| \| \| \| Hannover Südbf (Gbf, 1880~1995) \| \| \| \| 1,0+2230 \| Hannover Bismarckstraße (seit 1911), Bft \| Hannover Bismarckstraße (seit 1911), Bft \| \| \| \| \| \| \| \| 1,0+2450,01,1+0047,2 \| Kilometrierungssprung \| Kilometrierungssprung \| \| \| \| \| \| \| \| \| \| \| \| \| 3,81,5 \| Hannöversche Südbahn nach Göttingen \| Hannöversche Südbahn nach Göttingen \| \| \| \| \| \| \| \| 2,3 \| Güterumgehungsbahn Hannover \| Güterumgehungsbahn Hannover \| \| \| \| Hildesheimer Straße \| \| \| \| \| Leine \| \| \| \| \| Ihme \| \| \| \| \| (ursprüngliche Trasse) \| \| \| \| 5,861 \| Hannover-Linden/Fischerhof \| Hannover-Linden/Fischerhof \| \| \| \| Güterumgehungsbahn \| \| \| \| 6,685 \| Hannover-Linden Gbf (PV bis 2006) \| Hannover-Linden Gbf (PV bis 2006) \| \| \| \| nach Linden-Küchengarten (1873–1930) \| \| \| \| \| zur Güterumgehungsbahn (seit 1909) \| \| \| \| \| Güterumgehungsbahn \| \| \| \| 9,1 \| Hannover-Bornum (seit 1973) \| Hannover-Bornum (seit 1973) \| \| \| 9,35 \| Empelde (bis 1973) \| Empelde (bis 1973) \| \| \| \| von der Güterumgehungsbahn (seit 1973) \| \| \| \| 9,8 \| Empelde (Abzw) \| Empelde (Abzw) \| \| \| 10,4 \| Empelde (seit 1973) \| Empelde (seit 1973) \| \| \| \| Ronnenberger Straße (K234) \| \| \| \| \| vom Kaliwerk Hansa \| \| \| \| 12,6 \| Ronnenberg (Han) \| Ronnenberg (Han) \| \| \| \| zum Schacht Herrmann \| \| \| \| \| Benther Straße (K233) \| \| \| \| \| zum Kaliwerk Ronnenberg \| \| \| \| \| Feldweg \| \| \| \| \| Bundesstraße 217 \| \| \| \| \| Bröhnstraße (K231) \| \| \| \| \| vom Schacht Deutschland \| \| \| \| 15,7 \| Weetzen \| Weetzen \| \| \| \| Deisterbahn nach Haste \| \| \| \| \| zur Zuckerfabrik Weetzen \| \| \| \| \| ehem. Kalkbahn nach Bredenbeck (1890–1924) \| \| \| \| \| Humboldtstraße (K228) \| \| \| \| \| Feldweg, ehem. B217 \| \| \| \| 18,1 \| Feldweg \| Feldweg \| \| \| 19,2 \| L389 \| L389 \| \| \| 19,2 \| Holtensen/Linderte (seit 1906) \| Holtensen/Linderte (seit 1906) \| \| \| 23,8 \| Bennigsen ehem. Bf \| Bennigsen ehem. Bf \| \| \| 23,9 \| L460 \| L460 \| \| \| 29,3 \| Völksen/Eldagsen ehem. Bf \| Völksen/Eldagsen ehem. Bf \| \| \| \| Bundesstraße 217 \| \| \| \| \| Kaiserrampe (1887–1912) \| \| \| \| 34,1 \| Springe \| Springe \| \| \| 34,2 \| Fünfhausenstraße \| Fünfhausenstraße \| \| \| \| Heinrich-Goebel-Straße \| \| \| \| \| Springe-Deisterpforte (geplant) \| \| \| \| \| Feldweg \| \| \| \| \| ehem. Süntelbahn von Bad Nenndorf (bis 1988) \| \| \| \| 41,9 \| Bad Münder (Deister) ehem. Bf \| Bad Münder (Deister) ehem. Bf \| \| \| \| Bundesstraße 217 \| \| \| \| 48,0 \| Hasperde (bis 1988) ehem. Bf \| Hasperde (bis 1988) ehem. Bf \| \| \| \| Hilligsfeld (1941–1948) \| \| \| \| 49,9 \| Hameln-Rohrsen (1904–1959) ztw. Bf \| Hameln-Rohrsen (1904–1959) ztw. Bf \| \| \| \| Strecke von Elze \| \| \| \| 53,1 \| Hameln ⊙ (Keilbahnhof) \| Hameln ⊙ (Keilbahnhof) \| \| \| \| Strecke nach Löhne \| \| \| \| \| ehem. Begatalbahn nach Lemgo (bis 1980) \| \| \| \| 57,1 \| Hameln-Tündern \| Hameln-Tündern \| \| \| \| (1913–1964, von 1935 bis etwa 1950 Führerbahnhof) \| \| \| \| \| Weser \| \| \| \| 59,7 \| Emmerthal \| Emmerthal \| \| \| \| Strecke nach Bodenwerder (ehem. Vorwohle) \| \| \| \| 66,2 \| Welsede (bis 1988) \| Welsede (bis 1988) \| \| \| 71,7 \| Bad Pyrmont \| Bad Pyrmont \| \| \| \| Landesgrenze Nds / NRW ⊙ \| \| \| \| 74,0 \| Lügde (seit 1892) ⊙ \| Lügde (seit 1892) ⊙ \| \| \| 82,8 \| Schieder ⊙ \| Schieder ⊙ \| \| \| 85,0 \| ehem. Strecke nach Blomberg ⊙ \| ehem. Strecke nach Blomberg ⊙ \| \| \| 87,8 \| Wöbbel (1913–1977) ⊙ \| Wöbbel (1913–1977) ⊙ \| \| \| \| Steinheim Müller (Anst) ⊙ \| \| \| \| 90,9 \| Steinheim (Westf) ⊙ \| Steinheim (Westf) ⊙ \| \| \| 95,9 \| Bergheim (Westf) (bis 1990) ⊙ \| Bergheim (Westf) (bis 1990) ⊙ \| \| \| 101,1 \| Sandebeck (1872–1895) \| Sandebeck (1872–1895) \| \| \| \| Strecke von Herford ⊙ \| \| \| \| 101,6 \| Himmighausen (1895–1989 Pbf) ⊙ \| Himmighausen (1895–1989 Pbf) ⊙ \| \| \| \| von Kreiensen ⊙ \| \| \| \| 107,6 \| Langeland (1958–1975 Pbf) ⊙ \| Langeland (1958–1975 Pbf) ⊙ \| \| \| \| Rehbergtunnel (1632 m) ⊙ \| \| \| \| \| Altenbeken (Tunnel) (Abzw) \| \| \| \| \| Strecke von Warburg ⊙ \| \| \| \| 110,9 \| Altenbeken ⊙ \| Altenbeken ⊙ \| \| \| \| Strecke nach Paderborn \| \| \| \| \| \| \| \| Quellen: [2][3] \| \| \| \| | |                                                   |                                                   |
| Strecke | | Strecke von Hamburg/Buchholz                      | Strecke von Hamburg/Buchholz                      |
| Kreuzung geradeaus unten · Strecke von rechts | | Strecke von Minden/Strecke von Bremen             | Strecke von Minden/Strecke von Bremen             |
| Strecke von rechts · Strecke · Strecke | | S-Bahn Hannover                                   | S-Bahn Hannover                                   |
| S-Bahnhof · Bahnhof · Bahnhof mit S-Bahn-Halt | 0,000 | Hannover Hbf ⊙                                    | Hannover Hbf ⊙                                    |
| Abzweig ehemals geradeaus und nach links · Abzweig geradeaus und von rechts · Strecke nach links | | Strecke nach Lehrte                               | Strecke nach Lehrte                               |
| Abzweig geradeaus und von links (Strecke außer Betrieb) · Kreuzung geradeaus oben (Querstrecke außer Betrieb) · Strecke quer (außer Betrieb) | | ehem. von Hannover Pferdeturm (Bbf)               | ehem. von Hannover Pferdeturm (Bbf)               |
| Bahnhof (Strecke außer Betrieb) · Strecke | 0,0 | Hannover Lokalbf                                  | Hannover Lokalbf                                  |
| Strecke (außer Betrieb) · Strecke nach links · Strecke von rechts | | Hannover Südbf (Gbf, 1880~1995)                   | Hannover Südbf (Gbf, 1880~1995)                   |
| Strecke (außer Betrieb) · S-Bahn-Halt | 1,0+2230 | Hannover Bismarckstraße (seit 1911), Bft          | Hannover Bismarckstraße (seit 1911), Bft          |
| | |                                                   |                                                   |
| Strecke (außer Betrieb) · Kilometer-Wechsel | 1,0+2450,01,1+0047,2 | Kilometrierungssprung                             | Kilometrierungssprung                             |
| | |                                                   |                                                   |
| | |                                                   |                                                   |
| Strecke (außer Betrieb) · Abzweig geradeaus und nach links | 3,81,5 | Hannöversche Südbahn nach Göttingen               | Hannöversche Südbahn nach Göttingen               |
| | |                                                   |                                                   |
| Strecke (außer Betrieb) · Abzweig geradeaus und von links | 2,3 | Güterumgehungsbahn Hannover                       | Güterumgehungsbahn Hannover                       |
| Strecke (außer Betrieb) · Kreuzung mit U-Bahn geradeaus oben | | Hildesheimer Straße                               | Hildesheimer Straße                               |
| Brücke über Wasserlauf (Strecke außer Betrieb) · Brücke über Wasserlauf | | Leine                                             | Leine                                             |
| Brücke über Wasserlauf (Strecke außer Betrieb) · Brücke über Wasserlauf | | Ihme                                              | Ihme                                              |
| Strecke nach links (außer Betrieb) · Abzweig von links und ehemals von rechts · Strecke nach rechts | | (ursprüngliche Trasse)                            | (ursprüngliche Trasse)                            |
| S-Bahn-Turmhaltepunkt mit U-Bahn geradeaus oben | 5,861 | Hannover-Linden/Fischerhof                        | Hannover-Linden/Fischerhof                        |
| Abzweig geradeaus und von links | | Güterumgehungsbahn                                | Güterumgehungsbahn                                |
| Dienststation / Betriebs- oder Güterbahnhof | 6,685 | Hannover-Linden Gbf (PV bis 2006)                 | Hannover-Linden Gbf (PV bis 2006)                 |
| Abzweig geradeaus und ehemals nach rechts | | nach Linden-Küchengarten (1873–1930)              | nach Linden-Küchengarten (1873–1930)              |
| Abzweig geradeaus und nach links | | zur Güterumgehungsbahn (seit 1909)                | zur Güterumgehungsbahn (seit 1909)                |
| Kreuzung geradeaus unten | | Güterumgehungsbahn                                | Güterumgehungsbahn                                |
| S-Bahn-Halt | 9,1 | Hannover-Bornum (seit 1973)                       | Hannover-Bornum (seit 1973)                       |
| ehemaliger Haltepunkt / Haltestelle | 9,35 | Empelde (bis 1973)                                | Empelde (bis 1973)                                |
| Abzweig geradeaus und von rechts | | von der Güterumgehungsbahn (seit 1973)            | von der Güterumgehungsbahn (seit 1973)            |
| Blockstelle | 9,8 | Empelde (Abzw)                                    | Empelde (Abzw)                                    |
| S-Bahn-Halt | 10,4 | Empelde (seit 1973)                               | Empelde (seit 1973)                               |
| Bahnübergang | | Ronnenberger Straße (K234)                        | Ronnenberger Straße (K234)                        |
| Abzweig geradeaus und ehemals von rechts | | vom Kaliwerk Hansa                                | vom Kaliwerk Hansa                                |
| S-Bahnhof | 12,6 | Ronnenberg (Han)                                  | Ronnenberg (Han)                                  |
| Abzweig geradeaus und ehemals nach rechts | | zum Schacht Herrmann                              | zum Schacht Herrmann                              |
| Bahnübergang | | Benther Straße (K233)                             | Benther Straße (K233)                             |
| Abzweig geradeaus und ehemals nach links | | zum Kaliwerk Ronnenberg                           | zum Kaliwerk Ronnenberg                           |
| Bahnübergang | | Feldweg                                           | Feldweg                                           |
| Strecke mit Straßenbrücke | | Bundesstraße 217                                  | Bundesstraße 217                                  |
| Bahnübergang | | Bröhnstraße (K231)                                | Bröhnstraße (K231)                                |
| Abzweig geradeaus und ehemals von rechts | | vom Schacht Deutschland                           | vom Schacht Deutschland                           |
| S-Bahnhof | 15,7 | Weetzen                                           | Weetzen                                           |
| Abzweig geradeaus und nach rechts | | Deisterbahn nach Haste                            | Deisterbahn nach Haste                            |
| Abzweig geradeaus und ehemals nach links | | zur Zuckerfabrik Weetzen                          | zur Zuckerfabrik Weetzen                          |
| Abzweig geradeaus und ehemals nach rechts | | ehem. Kalkbahn nach Bredenbeck (1890–1924)        | ehem. Kalkbahn nach Bredenbeck (1890–1924)        |
| Bahnübergang | | Humboldtstraße (K228)                             | Humboldtstraße (K228)                             |
| Bahnübergang | | Feldweg, ehem. B217                               | Feldweg, ehem. B217                               |
| Bahnübergang | 18,1 | Feldweg                                           | Feldweg                                           |
| Bahnübergang | 19,2 | L389                                              | L389                                              |
| S-Bahn-Halt | 19,2 | Holtensen/Linderte (seit 1906)                    | Holtensen/Linderte (seit 1906)                    |
| S-Bahn-Halt | 23,8 | Bennigsen ehem. Bf                                | Bennigsen ehem. Bf                                |
| Bahnübergang | 23,9 | L460                                              | L460                                              |
| S-Bahn-Halt | 29,3 | Völksen/Eldagsen ehem. Bf                         | Völksen/Eldagsen ehem. Bf                         |
| Brücke | | Bundesstraße 217                                  | Bundesstraße 217                                  |
| ehemaliger Haltepunkt / Haltestelle | | Kaiserrampe (1887–1912)                           | Kaiserrampe (1887–1912)                           |
| S-Bahnhof | 34,1 | Springe                                           | Springe                                           |
| Bahnübergang | 34,2 | Fünfhausenstraße                                  | Fünfhausenstraße                                  |
| Bahnübergang | | Heinrich-Goebel-Straße                            | Heinrich-Goebel-Straße                            |
| ehemaliger S-Bahn-Halt | | Springe-Deisterpforte (geplant)                   | Springe-Deisterpforte (geplant)                   |
| Bahnübergang | | Feldweg                                           | Feldweg                                           |
| Abzweig geradeaus und ehemals von rechts | | ehem. Süntelbahn von Bad Nenndorf (bis 1988)      | ehem. Süntelbahn von Bad Nenndorf (bis 1988)      |
| S-Bahn-Halt | 41,9 | Bad Münder (Deister) ehem. Bf                     | Bad Münder (Deister) ehem. Bf                     |
| Brücke | | Bundesstraße 217                                  | Bundesstraße 217                                  |
| ehemaliger Haltepunkt / Haltestelle | 48,0 | Hasperde (bis 1988) ehem. Bf                      | Hasperde (bis 1988) ehem. Bf                      |
| ehemaliger Haltepunkt / Haltestelle | | Hilligsfeld (1941–1948)                           | Hilligsfeld (1941–1948)                           |
| ehemaliger Haltepunkt / Haltestelle | 49,9 | Hameln-Rohrsen (1904–1959) ztw. Bf                | Hameln-Rohrsen (1904–1959) ztw. Bf                |
| Abzweig geradeaus und von links | | Strecke von Elze                                  | Strecke von Elze                                  |
| Bahnhof mit S-Bahn-Halt | 53,1 | Hameln ⊙ (Keilbahnhof)                            | Hameln ⊙ (Keilbahnhof)                            |
| Abzweig geradeaus und nach rechts | | Strecke nach Löhne                                | Strecke nach Löhne                                |
| Abzweig geradeaus und ehemals nach rechts | | ehem. Begatalbahn nach Lemgo (bis 1980)           | ehem. Begatalbahn nach Lemgo (bis 1980)           |
| ehemaliger Bahnhof | 57,1 | Hameln-Tündern                                    | Hameln-Tündern                                    |
| Strecke | | (1913–1964, von 1935 bis etwa 1950 Führerbahnhof) | (1913–1964, von 1935 bis etwa 1950 Führerbahnhof) |
| Brücke über Wasserlauf | | Weser                                             | Weser                                             |
| S-Bahnhof | 59,7 | Emmerthal                                         | Emmerthal                                         |
| Abzweig geradeaus und nach links | | Strecke nach Bodenwerder (ehem. Vorwohle)         | Strecke nach Bodenwerder (ehem. Vorwohle)         |
| ehemaliger Haltepunkt / Haltestelle | 66,2 | Welsede (bis 1988)                                | Welsede (bis 1988)                                |
| S-Bahnhof | 71,7 | Bad Pyrmont                                       | Bad Pyrmont                                       |
| Grenze | | Landesgrenze Nds / NRW ⊙                          | Landesgrenze Nds / NRW ⊙                          |
| S-Bahn-Halt | 74,0 | Lügde (seit 1892) ⊙                               | Lügde (seit 1892) ⊙                               |
| S-Bahnhof | 82,8 | Schieder ⊙                                        | Schieder ⊙                                        |
| Abzweig geradeaus und ehemals nach rechts | 85,0 | ehem. Strecke nach Blomberg ⊙                     | ehem. Strecke nach Blomberg ⊙                     |
| ehemaliger Haltepunkt / Haltestelle | 87,8 | Wöbbel (1913–1977) ⊙                              | Wöbbel (1913–1977) ⊙                              |
| Abzweig geradeaus und ehemals von rechts | | Steinheim Müller (Anst) ⊙                         | Steinheim Müller (Anst) ⊙                         |
| S-Bahnhof | 90,9 | Steinheim (Westf) ⊙                               | Steinheim (Westf) ⊙                               |
| ehemaliger Bahnhof | 95,9 | Bergheim (Westf) (bis 1990) ⊙                     | Bergheim (Westf) (bis 1990) ⊙                     |
| ehemaliger Bahnhof | 101,1 | Sandebeck (1872–1895)                             | Sandebeck (1872–1895)                             |
| Abzweig geradeaus und von rechts | | Strecke von Herford ⊙                             | Strecke von Herford ⊙                             |
| Dienststation / Betriebs- oder Güterbahnhof | 101,6 | Himmighausen (1895–1989 Pbf) ⊙                    | Himmighausen (1895–1989 Pbf) ⊙                    |
| Abzweig geradeaus und von links | | von Kreiensen ⊙                                   | von Kreiensen ⊙                                   |
| Dienststation / Betriebs- oder Güterbahnhof | 107,6 | Langeland (1958–1975 Pbf) ⊙                       | Langeland (1958–1975 Pbf) ⊙                       |
| Tunnel | | Rehbergtunnel (1632 m) ⊙                          | Rehbergtunnel (1632 m) ⊙                          |
| ehemalige Blockstelle | | Altenbeken (Tunnel) (Abzw)                        | Altenbeken (Tunnel) (Abzw)                        |
| Abzweig geradeaus, nach links und von links | | Strecke von Warburg ⊙                             | Strecke von Warburg ⊙                             |
| Bahnhof mit S-Bahn-Halt | 110,9 | Altenbeken ⊙                                      | Altenbeken ⊙                                      |
| Strecke | | Strecke nach Paderborn                            | Strecke nach Paderborn                            |
| | |                                                   |                                                   |
| Quellen: | |                                                   |                                                   |

Die Bahnstrecke Hannover–Altenbeken ist eine zweigleisige, elektrifizierte Hauptbahn in Niedersachsen und Nordrhein-Westfalen. Auf ihr verkehrt im Personenverkehr heute die S-Bahn Hannover. In der Umgangssprache wird oft die Bezeichnung „Altenbekener Strecke“ verwendet.

## Geschichte der Infrastruktur
Die Bahnstrecke wurde von der Gesellschaft Hannover-Altenbekener Eisenbahn (HAE) gebaut. Der erste Abschnitt bis Hameln wurde am 13. April 1872 eröffnet, die Gesamtstrecke Hannover–Altenbeken am 19. Dezember 1872. Nach dem finanziellen Niedergang der HAE wurde sie 1880 verstaatlicht und von den Preußischen Staatseisenbahnen betrieben. Die zunächst eingleisige Strecke wurde 1908 zwischen Hameln und Altenbeken und bis 1913 zwischen Hannover und Hameln zweigleisig ausgebaut. Seit Sommer 1971 ist die Strecke elektrisch befahrbar.
Ausgangspunkt war Hannover Localbahnhof, später Hannover Südbahnhof, nördlich der Bismarckstraße, der über eine Verbindungsbahn zum heutigen Abstellbahnhof Pferdeturm mit der Strecke nach Lehrte verbunden war. Ab 1880 fuhren die Züge im neuerbauten Hauptbahnhof ab. Von hier erreichte die Strecke über den heutigen Straßenzug Altenbekener Damm und den Ohedamm den Bahnhof Linden/Fischerhof. Die heutige Streckenführung weiter südlich wird seit 26. Juni 1909 (Inbetriebnahme der Güterumgehungsbahn) befahren. Die Helene-Weber-Brücke über die Ihme und die Leinebrücke sind noch als Fußgängerbrücken erhalten.
Die 1873 eröffnete 3,6 km lange Zweigstrecke vom Bahnhof Linden zum Güterbahnhof Linden Küchengarten diente im Wesentlichen zur Versorgung von Industriebetrieben in Linden und Hannover mit Kohle aus dem Deister. Zum 1. Januar 1930 übernahm die Lindener Hafenbahn die Strecke und baute das Verbindungsgleis zwischen dem Bahnhof Linden und der eigenen Strecke ab. Teile der Strecke sind als Anschlussgleise noch heute vorhanden.
Der ursprünglich „Holtensen b. Weetzen“ genannte Haltepunkt wurde Anfang des 21. Jahrhunderts in „Holtensen/Linderte“ umbenannt. Der Haltepunkt liegt unmittelbar an der Gemeindegrenze auf dem Gebiet von Linderte (Stadt Ronnenberg), erschließt aber auch den Ort Holtensen.
Im Bereich zwischen Springe und Bennigsen war ursprünglich eine Trasse weiter südlich vorgesehen, um Eldagsen direkt an die Bahn anzuschließen. Eldagsen war zu jener Zeit größer als Springe. Da diese Trassenführung nicht gewählt wurde, wurde der Bahnhof Eldagsen vor den Toren Völksens größtenteils durch Eldagser Gelder finanziert. Eldagsen wurde über Postbusse an den Bahnhof angebunden. 1935 wurde der Bahnhof in „Eldagsen-Völksen“ umbenannt und in den 1980er Jahren zum Haltepunkt zurückgebaut. Zum Fahrplanwechsel 2005/2006 am 11. Dezember 2005 wurde der Haltepunkt in „Völksen/Eldagsen“ umbenannt.

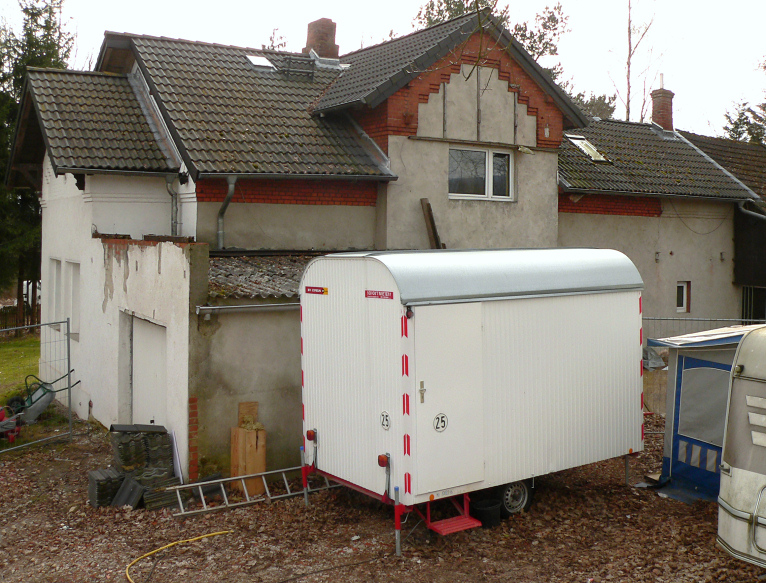
Ehemaliger Haltepunkt „Kaiserrampe“ bei Springe

Zwischen Völksen/Eldagsen und Springe (westlich der heutigen Brücke über die B 217) befand sich seit 1887 der Haltepunkt „Kaiserrampe“. Von hier erreichte der Kaiser über die etwa 2,5 km lange und kastaniengesäumte „Kaiserallee“ das Jagdschloss Springe im Saupark bei Springe. Der Bahnhof wurde 1912 letztmals vom deutschen Kaiser genutzt. Die „Kaiserallee“ und das alte Bahnhofsgebäude existieren noch heute.
Erhebliche Aus- und Umbauten erfuhr die Strecke nach der Machtergreifung Hitlers 1933 für die Feiern der Reichserntedankfeste bei Hameln. Nach dem Ende des Zweiten Weltkrieges wurden diese größtenteils wieder zurückgebaut.
Wesentlich für den Bestand der Strecke war die Einrichtung der „Abzweigung 200“ zur Ostumfahrung von Altenbeken zum 30. Mai 1958 (Strecke 2971), mit dem die direkte Fahrt Hameln – Warburg – Kassel möglich wurde.
Zur Expo 2000 wurde die S-Bahn Hannover eingeführt, die auch die Strecke Hannover – Hameln beinhaltete. Im Zuge des S-Bahn-Ausbaus wurden die Stationen zwischen Hameln und Hannover modernisiert und die Bahnsteige auf eine einheitliche Höhe von 76 cm über Schienenoberkante angehoben. Im Bahnhof Hameln wurde eine Beifahranlage installiert, die ein schnelles Stärken und Schwächen der Züge ermöglicht.

## Verkehrsgeschichte
Die vom „Eisenbahnkönig“ Bethel Henry Strousberg geplante Strecke sollte die Möglichkeit bieten, Kohle von der Ruhr nach Osten und damit auch nach Berlin zu transportieren. Sie erschloss den Weserhafen Hameln und verband das Weserbergland mit seiner Holzindustrie und Möbelproduktion mit den Abnahmemärkten.
Nach der Eingliederung erkannten die Preußischen Staatsbahnen ihr Potenzial: Sie war Teil der kürzesten Verbindung Berlin – Köln (über Wuppertal – Hagen – Soest – Hameln – Hildesheim – Braunschweig). Auf dieser Strecke verkehrte mit dem D 31/32 seit 1. Mai 1892 der erste Durchgangszug (D) Deutschlands zwischen Köln und Berlin, aber die Strecke über Dortmund – Hamm – Minden – Hannover – Stendal war für den schnellen Fernverkehr schon bald bedeutender. Mit Neuordnung des Fernverkehrs wurde diese Schnellzug-Verbindung zum Sommerfahrplan 1991 eingestellt.
Bis 1991 verkehrten verschiedene Nachtzüge im Fernverkehr in Nord-Süd-Richtung über die Strecke. Zum Sommerfahrplan 1954 wurde das Nacht-Fernschnellzug-Paar Komet mit dem Zuglauf Hamburg-Altona – Hannover – Altenbeken – Kassel – Frankfurt (Main) – Mannheim – Basel – Zürich eingeführt. In Deutschland führte es die Zugnummern Ft 49/50. Zum Einsatz auf dieser Verbindung kam der Triebwagen VT 10 551. Der VT 10 551 machte aber von Anfang an Schwierigkeiten. Wegen dieses aufwändigen Betriebes wurde das Fahrzeug zum Sommerfahrplan 1958 aus dem Plandienst genommen. Ab Sommer 1958 bis Winter 1962/1963 wurde der Zug täglich angeboten und verkehrte jetzt auch über die Altenbekener Kurve. Er war nun lokomotivbespannt und bestand aus Schlafwagen, Liegewagen, einem Halbspeisewagen, Gepäckwagen und als Neuerung auch gedeckten Autoreisezugwagen. Als F49/50 Chiasso – Hamburg-Altona hielt der Zug bis Ende Mai 1961 als Autoreisezug auch in Hameln. Im Sommer 1988 kommt der Komet als EC 471 (nur Schlaf- und Liegewagen) zurück bis Ende Winterfahrplan 1990/91 – allerdings nur in Nord-Süd-Richtung.
Mit Ablauf des Fahrplans 1987/88 endete die Fahrt des Schnellzugpaares D 796/797 Stuttgart–Bremerhaven. Es waren die letzten Fernreisezüge, die zeitweise in der Nord-Süd-Richtung auch Kurswagen mit den Zielen Westerland im Norden und Ancona in Italien mitführten.
Der Regionalverkehr wurde ab 1989 mit durchgehenden City-Bahnen zwischen Altenbeken und Hannover durchgeführt, die im November 2000 durch die S-Bahn Hannover ersetzt wurden. Bis 2002 war die Linie in zwei Abschnitte geteilt, die S-Bahn endete in Hameln. Zwischen Hameln und Hannover verkehrten die Linien S 4 und S 5 im Rahmen eines Flügelzugkonzeptes von Hameln nach Bennemühlen und Hannover-Flughafen. Zwischen Weetzen und Hannover werden die Linien durch die S 1 Haste – Hannover – Minden, S. 2 Haste – Hannover – Nienburg und S 21 Barsinghausen – Weetzen – Hannover ergänzt. Das Flügelzugkonzept wurde im Dezember 2002, zugunsten einer reinen Bedienung durch die Linie S 5 Hameln – Hannover-Flughafen, verworfen. Zum Fahrplanwechsel 2004/2005 im Dezember 2004 wurde die Linie S 5 über ihren bisherigen Endpunkt Hameln hinaus nach Paderborn Hauptbahnhof verlängert. Dazu werden die Züge in Hameln gestärkt oder geschwächt, da der Abschnitt nach Paderborn eine geringere Fahrgastnachfrage und niedrigere Bahnsteighöhen aufweist. Hier kamen spezielle Fahrzeuge der Baureihe 425 zum Einsatz, die durch Variotrittstufen an Stationen mit niedrigen Bahnsteighöhen halten konnten. Durch den sukzessiven Ausbau der Stationen sind seit 2016 auch alle Stationen zwischen Hameln und Paderborn auf 76 cm Bahnsteighöhe ausgebaut worden, sodass alle Fahrzeuge der S-Bahn Hannover nach Paderborn verkehren können.
Zum Fahrplanwechsel 2013/2014 im Dezember 2013 wurde die zusätzliche Sprinterlinie S 51 eingeführt, die Montag bis Freitag zur Hauptverkehrszeit auf der Strecke die stark belasteten Linien S 1, S. 2 und S 5 ergänzt. Die S 51 verkehrt mit sieben Zugpaaren täglich zwischen Seelze und Hameln und hält unterwegs nur in Letter, Hannover Hbf, Bismarckstraße, Linden/Fischerhof und Springe.
Im Güterverkehr verlor die Strecke durch die Teilung Deutschlands nach 1945 zunächst an Bedeutung, da sich die Verkehrsströme mehr in Nord-Süd-Richtung verlagerten. Mit dem Bau der Ostumfahrung in Altenbeken wurde sie jedoch zu einer wichtigen Umleitungsstrecke zur Entlastung der Nord-Süd-Strecke. Die Seehafenhinterlandverkehre waren auch der Auslöser für die Elektrifizierung. Mit dem Bau der Schnellfahrstrecke Hannover–Würzburg ließ die Bedeutung zunächst erneut nach.
Inzwischen ist die Verbindung auch eine Reserve- und Umleitungsstrecke. Als eine von wenigen Strecken in Deutschland können hier Züge bis zum ICE sowohl des Ost-West-, als auch des Nord-Süd-Verkehrs umgeleitet werden, was bei Störungen in den Räumen Göttingen oder Bielefeld häufiger vorkommt.

## Bedienungsangebot

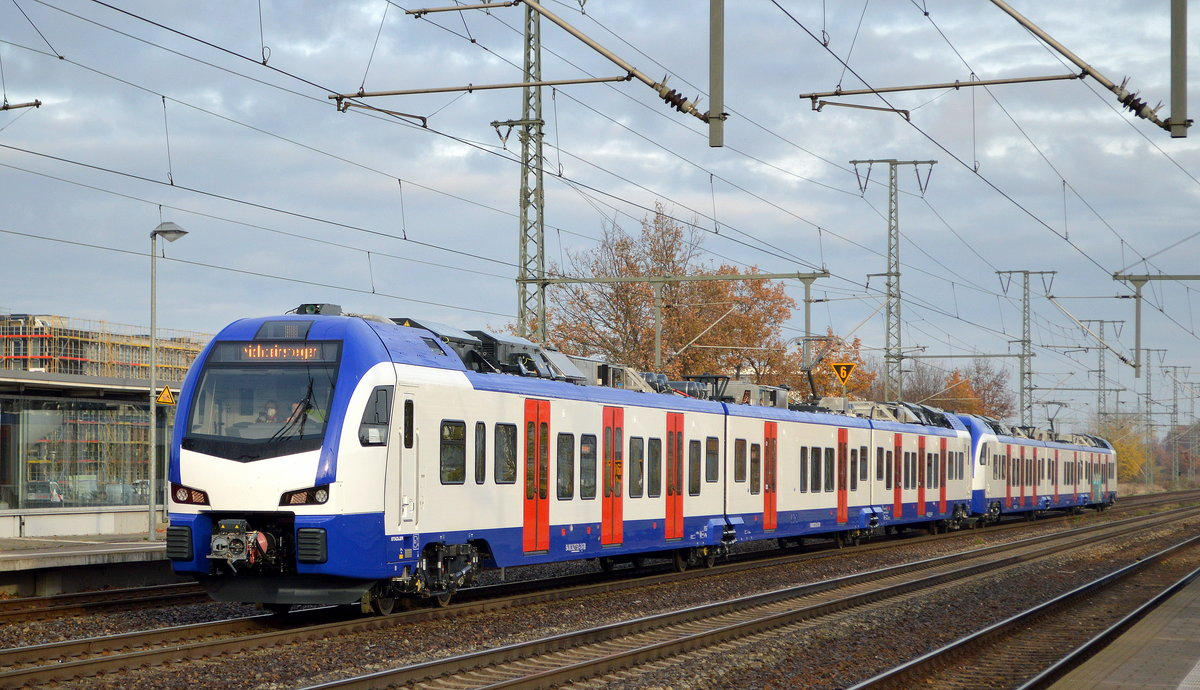
Zug der Baureihe FLIRT 3XL von Transdev.

Zwischen Hannover und Hameln (zu Spitzenzeiten auch bis Bad Pyrmont) besteht montags bis samstags tagsüber ein Halbstundentakt, ansonsten verkehren die Züge täglich im Stundentakt zwischen Hannover und Paderborn. Zwischen Hannover und Weetzen bedient die Linie S 5 nicht alle Zwischenhalte, hier wird das Angebot durch die Linien S 1, S. 2 und S 21 ergänzt. Mit insgesamt 64 Zügen der Baureihe Flirt 3XL von Stadler und 13 Zügen der Baureihe 425.5 führt die Transdev Hannover GmbH seit dem kleinen Fahrplanwechsel 2022 die Verkehre durch. Einige Züge fahren als S 51 (Express-S-Bahn) mit nur einem Halt in Springe zwischen Hannover und Hameln, was die Durchschnittsgeschwindigkeit weiter erhöht. Die Kursbuchnummer 360.5 gilt für die Strecke Hannover Flughafen–Paderborn.
Die Fahrgastzahlen sind mit Einführung des durchgehenden S-Bahn-Angebotes deutlich gestiegen. Im Abschnitt Steinheim–Paderborn nutzten 2003 nur 714 Fahrgäste pro Tag das Angebot. 2012 lag die Zahl bei 1768, was einer Zunahme von ca. 150 % entspricht.

## Planungen

### Zusätzliche Halte
Der Zweckverband Nahverkehr Westfalen-Lippe (NWL) führte 2023 eine Potentialuntersuchung zur Neueinrichtung von Stationen in seinem Verbandsgebiet durch. Dabei wurden auch die möglichen neuen Stationen 
Nieheim-Himmighausen und Steinheim-Bergheim an dieser Strecke untersucht. Beide Stationen waren in der Untersuchung in den Zielfahrplan integrierbar. Für die Wiedereröffnung der Station Nieheim-Himminghausen wurden Kosten von 10,5 Millionen Euro ermittelt. Diese soll von 89 Fahrgästen pro Tag genutzt werden, wobei das Potential der Umsteiger auf die Züge Richtung Detmold nicht mit bewertet wurde. Die Wiedereröffnung wurde für den ÖPNV-Bedarfsplan bis 2040 angemeldet. Für die Wiedereröffnung der Station Steinheim-Bergheim werden Kosten von 5 Millionen Euro und 338 potentielle Fahrgastwechsel pro Tag erwartet.
Die Region Hannover plant in seinem Nahverkehrsplan im Liniennetz 2020plus die Neueinrichtung der Stationen Hannover-Waldhausen und Hannover-Braunschweiger Platz. Mit den Halten soll die S-Bahn besser mit der Stadtbahn verknüpft werden. Im Regionalen Raumordnungsprogramm und im Nahverkehrsplan der Region Hannover ist als möglicher Bedarf der Haltepunkt Springe Deisterpforte enthalten, der westlich des Bahnübergangs Heinrich-Goebel-Straße gebaut werden würde. Eine Standardisierte Bewertung ist noch nicht erfolgt. Daher ist nicht sicher, ob dort gebaut werden wird.
Der unter anderem von Pro Bahn geforderte Bau eines weiteren Haltepunktes in Lüdersen wird nicht erfolgen. Wegen der TSI-PRM (Zugänglichkeit für Menschen mit Behinderung und Menschen mit eingeschränkter Mobilität) könnte er nur außerhalb der überhöhten Kurve angelegt werden. Damit wäre er von allen Teilen der Wohnsiedlung fast genauso weit entfernt wie Bennigsen. Die potenziellen Einsteigerzahlen sind gering und die Fahrzeitverzögerung für die übrigen Fahrgäste könnte sogar zu Fahrgastverlusten führen. Die Region Hannover hält eine erfolgreiche Standardisierte Bewertung nicht für erreichbar.

### Regionalexpress und Beschleunigung
Die Region Hannover, die Landesnahverkehrsgesellschaft Niedersachsen und der Zweckverband Nahverkehr Westfalen-Lippe planen die Linie S 51 zu einer Regionalexpresslinie weiterzuentwickeln, die zwischen Hannover und Paderborn mit einer geringeren Halteanzahl und ohne Wartezeit in Hameln sechs Minuten schneller zwischen beiden Städten verkehrt. Die Linie S 5 soll vorerst nur nach bis Bad Pyrmont fahren. Zu einem späteren Zeitpunkt in der Hauptverkehrszeit mit dem Regionalexpress im Halbstundentakt bis Paderborn verkehren. Für den ÖPNV-Bedarfsplan wurde eine Geschwindigkeitserhöhung zwischen Paderborn und Hameln von 80/100 km/h auf 120/140 km/h angemeldet.

## Zwischenfälle
Am 20. März 1985 kam es nach einer Signalverwechslung in der Einmündung der Verbindungskurve aus der Umgehungsbahn für Güterzüge, die Hannover südlich umrundet, der Abzweigstelle Empelde, bei Streckenkilometer 20,9/9,8, zu einem schweren Unfall, an dem zwei Güterzüge beteiligt waren. 
Am 9. September 2002 ereignete sich im Bahnhof von Bad Münder ein Frontalzusammenstoß zweier Güterzüge, bei dem Epichlorhydrin freigesetzt wurde. 

## Besonderheiten

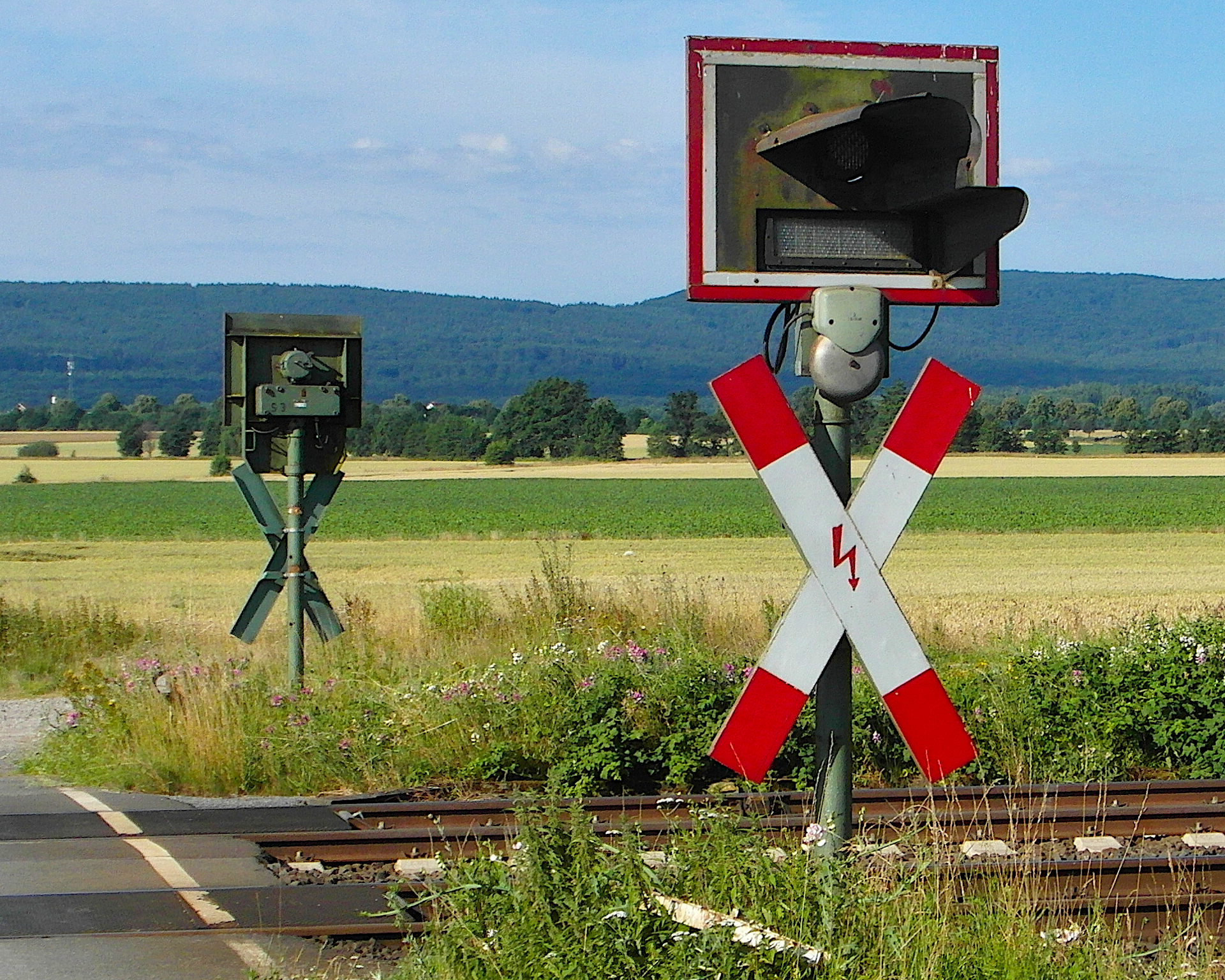
Bahnübergang km 18,1 (2017)

Zwischen dem Bahnhof Weetzen und dem Haltepunkt Holtensen/Linderte gab es bei km 18,1 einen unbeschrankten Feldwegübergang in einer seltenen Ausführung: Blinklicht, Leuchtschrift „Zwei Züge“ und Rasselwecker. Dieses wird nur dann aktiv, wenn von beiden Seiten der Einschaltkontakt befahren wurde und bleibt solange eingeschaltet, bis beide Züge den Übergang passiert haben. Die Anlage wurde 2023 nach dreijähriger Umbauzeit durch Lichtzeichen und Schranken ersetzt.
Wegen der im Regelbetrieb eher mäßigen Verkehrsbelastung und der Kurven und Steigungen dient der Streckenabschnitt Bad Pyrmont – Langeland immer wieder zur Erprobung von Schienenfahrzeugen vor der Inbetriebnahme.
Bei der Elektrifizierung wurden verschiedene Bauformen, wie Auslegermaste, T-Träger-Maste und Fahrleitungsbau nach Schweizer Bauart auf dieser Strecke erprobt. In Springe befand sich eines der ersten elektronischen Stellwerke in Deutschland, das bereits durch ein moderneres ersetzt worden ist.
Die Station Steinheim wurde 2016 als „Bahnhof des Jahres“ ausgezeichnet.

## Tarife
Im Bereich der Region Hannover gilt der Tarif des Großraum-Verkehrs Hannover (GVH). Nach und nach wurden Bahnhöfe in an die Region Hannover angrenzenden Landkreisen durch Regionaltarife in den GVH-Tarif eingebunden, so auch im Landkreis Hameln-Pyrmont. Für Strecken außerhalb des GVH-Bereiches gilt bei Einzelfahrkarten seit 9. Juni 2013 der Niedersachsentarif. Bei der S5 gilt zwischen Lügde und Paderborn der regionale Verbundtarif „WestfalenTarif“. Seit dem 1. August 2015 gilt auf der Strecke Hannover–Paderborn das „S 5 Paderborn Spezial“-Ticket für 16 Euro (einfache Strecke).